# Circomphalus casina
Circomphalus casina är en musselart som först beskrevs av Carl von Linné 1758.  Circomphalus casina ingår i släktet Circomphalus och familjen venusmusslor. Inga underarter finns listade i Catalogue of Life.